# 亨利七世的治理史

中國大陸出版的《亨利七世的治理史及其他作品選》（英文版）

《亨利七世的治理史》，英國史書，由都鐸、斯圖亞特王朝時期的政治家、法學家及哲學家弗蘭西斯·培根在1621年寫成，1622年出版。該書是為了獻給當時的王太子查理而作，內容記述都鐸王朝初期亨利七世治下的歷史概貌，希望儲君能領會當中的成功經驗和失敗教訓。培根在本書裡文筆出眾，分析透辟，使它在後世學界具有重要影響力。

## 本書的編撰

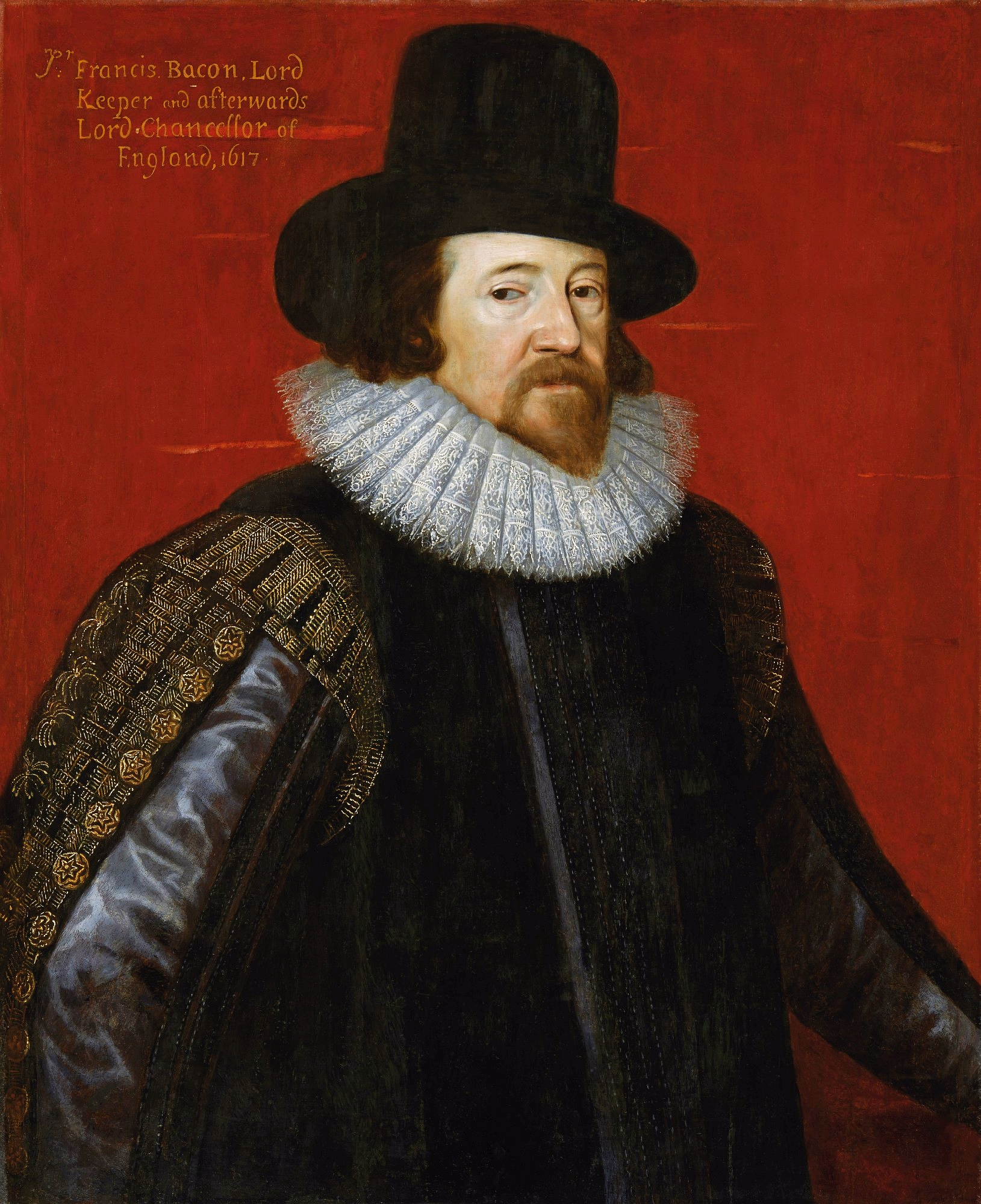
《亨利七世的治理史》作者弗蘭西斯·培根畫像

本書的作者弗蘭西斯·培根（生卒年：1561─1626年），是都鐸王朝及斯圖亞特王朝時期的著名政治家、哲學家、法學家，在1620年代以前，他深受英王器重，地位顯赫。但到1621年，培根被指控受賄，無法自辯而認罪悔改，從此在仕途一蹶不振。雖在官場失意，但培根在人生最後的數年裡發奮著述，編寫了一套法規匯編，一部大不列顛史和都鐸王朝諸王傳記等多種著作。
本書便是培根晚年失勢時所著。1621年，他隱居在高闌城的邸宅時，於1621年6月底至10月初期間，共花了十四個星期寫畢本書。他之所以能夠在短時間成書，據學者J·W·湯普森指出是由於他利用的材料是很久以前就搜集起來，故此能非常迅速地完成全書，其寫作依據有波利多爾·味吉爾和都鐸王朝早期的英國編年史家的著作。培根撰寫本書的目的，據他在獻辭裡所說是要讓太子查理多讀一些歷史，從中了解身為人君的各種曲折，「有些事像上落斜坡，有些事則平平坦坦」，「的確，殿下的處世方式與你的父王（詹姆士一世）是無法相比的。但你看一點這些往事是不會有錯的」。
培根倣效了文藝復興時期史家馬基雅維里、基察第尼及古典時期史家塔西佗的撰史風格，重視人事及政情的描寫。他寫本書時，內容也幾乎全以論述政治事務為主，而不著墨於亨利七世治下的人文發展，注意力集中在一般的政治立法，當談到經濟問題時，也是以作者本身的政治家和立法者角度，看成是行政問題。
本書寫成後，培根首先在10月8日呈獻稿本給國王詹姆士一世閱覽，詹姆士讀後甚為欣賞，並給了點文字修改的建議。到1622年3月，培根出版本書，然後獻給太子查理。

## 篇幅
《亨利七世的治理史》問世後，曾被世人形容是「短文」，然而實際上它具有多個章節。現據原書列舉如下：
- 致威爾士親王查理的獻辭
- 理查三世戰敗於博思沃斯（英语：Bosworth）（1485年8月22日）
- 亨利七世加冕及首次召開國會會議
- 國王與約克王族伊麗莎白大婚，1486年1月18日
- 蘭伯特·西姆納爾（英语：Lambert Simnel）冒名起事
- 王后加冕（1487年11月25日）
- 對布列塔尼與法國的外交事務（1489─1490年）
- 議會與立法（1488─1490年）
- 法蘭德斯的叛亂（1488─1489年）
- 與法國的戰爭（1491年）
- 西班牙征服格拉納達（1492年）
- 埃塔普爾條約（英语：Peace of Étaples）（1492年）
- 泊金·沃貝克（英语：Perkin Warbeck）冒稱約克公爵理查（1491─1499年）
- 愛爾蘭協議（1494年）
- 泊金·沃貝克在肯特（1495年）
- 亨利與意大利各國結盟抗法（1495年）
- 議會與立法（1495年）
- 泊金·沃貝克在蘇格蘭（1495年）
- 沃貝克的聲明（1495年11月）
- 英國─法蘭達斯條約（1496年2月）
- 康沃爾人叛亂（1497年）
- 西班牙使節到訪；與蘇格蘭的議和進程
- 泊金·沃貝克入侵康沃爾
- 塞巴斯蒂安·卡伯特發現紐芬蘭（1497年）
- 蘇格蘭邊界紏紛
- 泊金·沃貝克的最後行動
- 國王亨利到法國（1499年）
- 主教約翰·莫頓去世（1500年）
- 羅馬城舉行紀念活動（1500年）；教皇亞歷山大應允十字軍東征（1501年）
- 阿拉貢王國的凱瑟琳公主與亞瑟王子成婚（1501年11月14日）
- 蘇格蘭國王詹姆士四世與瑪格麗特·都鐸成婚
- 國王亨利的財政政策；恩普森（英语：Richard Empson）與達得利（英语：Edmund Dudley）
- 薩福克伯爵埃德蒙的叛變
- 議會與立法（1504年）
- 女王伊莎貝拉去世（1504年）
- 國王亨利的聯姻計劃
- 亨利在溫莎會見卡斯蒂利亞國王費利佩（1506年）
- 英國─勃艮第條約（1506年）
- 國王亨利的聯姻計劃，及最終的病情
- 瑪麗·都鐸與卡斯蒂利亞國王查理的婚事（1508年）
- 國王亨利的性格

## 流傳情況
《亨利七世的治理史》自1622年首次付梓印行，到19世紀以後有多次再版，英人斯佩丁編的《培根集》裡，便依據留存下來的培根秘書手稿和作者的修訂，整理而成。此外有J·R·蘭比根據1622年版而修訂的版本。稍後的版本多根據斯佩丁版本。劍橋大學出版社曾把本書，與培根所撰的都鐸諸王亨利八世、愛德華六世、瑪麗一世、伊麗莎白一世等的傳記大綱，及論文數種，匯編成書出版。中國大陸的中國政法大學出版社亦獲得劍橋大學出版社財團許可，重印出版本書。

## 評價
《亨利七世的治理史》面世後，就受到相當的重視。英王詹姆士一世看了後就對他甚為推崇。學術界人士，如荷蘭學者哥羅歇斯和英國學者洛克也加以讚揚。美國學者J·W·湯普森對它作出批判，指出後世曾過份讚譽這書使「英文歷史寫作一躍而與塔西佗甚至修昔底德本人並駕齊驅」，縱使本書「文筆出眾」，「分析透辟」，「其見解極其精明，描繪能力也極其卓越，以致對後來所有論述這個主題的歷史著作都有決定性的影響」，但也有若干缺點，包括缺乏獨創性，並非第一手資料，而且更嚴重的是培根篡改自己的材料來源，「以貎似精確史實的外表把他自己的意見和外加的材料塞了進去，以致後來的作家們毫無懷疑地接受了他的東西」，不過培根這種做法也非存心欺騙，只是「為了澄清和闡明問題」。在中國大陸學界，有評價本書是「作者以其哲學家的眼光和概括能力，提網挈領，正確而又生動地勾勒出都鐸王朝初期英國的歷史概貌」。

## 引用來源
1. ↑  《不列顛百科全書（第二冊）·「培根」條》（國際中文版修訂版），中國大百科全書出版社，120─121頁。
2. 1 2 3  《亨利七世的治理史及其他作品選》，編者導言，中國政治大學出版社，xii頁。
3. 1 2  J·W·湯普森《歷史著作史》上卷第二分冊，北京商務印書館，881頁。
4. ↑  培根《亨利七世的治理史》，收錄於《亨利七世的治理史及其他作品選》，中國政治大學出版社，3頁。
5. ↑  《亨利七世的治理史及其他作品選》，編者導言，中國政治大學出版社，xv頁。
6. ↑  J·W·湯普森《歷史著作史》上卷第二分冊，北京商務印書館，880頁。
7. ↑  散見於《亨利七世的治理史》，中國政法大學出版社。
8. ↑  《亨利七世的治理史及其他作品選》，編者書目，中國政治大學出版社，xlii頁。
9. ↑  培根《亨利七世的治理史及其他作品選》，中國政治大學出版社。
10. ↑  《培根論說文集》，緒論，北京商務印書館，19頁。
11. ↑  J·W·湯普森《歷史著作史》上卷第二分冊，北京商務印書館，880─881頁。
12. ↑  申海田、林吉玲主編《中外文史名人名著·「亨利七世在位時期的英國史」條》，山東大學出版社，625頁。